# Бодио, Луиджи
Луиджи Бодио (итал. Luigi Bodio; 12 октября 1840, Милан — 2 ноября 1920, Рим) — итальянский статистик и полит-эконом.

## Биография
Был профессором политической экономии в Ливорно, потом в Милане, с 1869—1873 гг. профессором статистики и коммерческой географии в Венеции, а в 1874 г. назначен преемником Маэстри в должности директора итальянского статистического бюро в Риме. Член-корреспондент Петербургской Академии наук c 13.12.1886 по историко-филологическому отделению (по разряду историко-политических наук).
В 1895 году стал членом-учредителем Международного статистического института, в 1909—1920 гг. был его президентом.
С 1876 по 1882 год он издавал «Archivio di statistica», а затем «Статистический ежегодник Итальянского королевства» и «Annali di statistica».

## Избранная библиография
- «Saggio sul commercio esterno terrestre e marittimo del regno d’Italia» (l865);
- «Della statistica nei suoi rapporti соll’economia politica etc.» (1869);
- «Statistique internationale des caisses d’Espagne» (1876)[4].